# Serra di Montevergine
La serra di Montevergine è un rilievo collinare della Puglia alto 115 metri s.l.m. Il rilievo, facente parte delle serre salentine, è situato nella penisola salentina meridionale. Le città più vicine sono Maglie ed Otranto.

## Monumenti e luoghi d'interesse
Fra i luoghi di interesse c'è il santuario della Madonna di Montevergine a Palmariggi del XVIII secolo, al cui interno vi sono degli affreschi che risalgono al tardo bizantino.